# Norman (Nebraska)
Norman es una villa ubicada en el condado de Kearney en el estado estadounidense de Nebraska. En el Censo de 2010 tenía una población de 43 habitantes y una densidad poblacional de 178,52 personas por km².

## Geografía
Norman se encuentra ubicada en las coordenadas 40°28′45″N 98°47′32″O / 40.47917, -98.79222. Según la Oficina del Censo de los Estados Unidos, Norman tiene una superficie total de 0.24 km², de la cual 0.24 km² corresponden a tierra firme y (0%) 0 km² es agua.

## Demografía
Según el censo de 2010, había 43 personas residiendo en Norman. La densidad de población era de 178,52 hab./km². De los 43 habitantes, Norman estaba compuesto por el 100% blancos, el 0% eran afroamericanos, el 0% eran amerindios, el 0% eran asiáticos, el 0% eran isleños del Pacífico, el 0% eran de otras razas y el 0% pertenecían a dos o más razas. Del total de la población el 0% eran hispanos o latinos de cualquier raza.